# Andry Fedetchko
Andry Fedetchko (en ukrainien : Андрій Федечко) est un pentathlonien ukrainien.

## Palmarès
| Discipline/Année                         | 2012 | 2013 | 2014 | 2015 | 2016 |
| ---------------------------------------- | ---- | ---- | ---- | ---- | ---- |
| Jeux olympiques Individuel               | -    | -    | -    | -    | 26e  |
| Championnats du monde seniors Individuel | -    | -    | -    | 3e   | -    |
| Championnats du monde seniors Équipe     | -    | -    | -    | -    | -    |
| Championnats du monde seniors Relais     | -    | -    | -    | -    | -    |
| Coupe du monde seniors Individuel        | -    | -    | -    | -    | -    |

Ce palmarès n'est pas complet